# Каменец-Подольский троллейбус
Каменец-Подольский троллейбус — проект, предусматривающий обеспечение в Каменец-Подольском, втором по численности населения городе Хмельницкой области Украины, троллейбусного сообщения.

## История
Впервые идея строительства в городе троллейбусной линии возникла в 1975 году. В комплексном плане экономического и социального развития Каменца-Подольского на 1976—1980 годы было намечено строительство в городе троллейбусной линии длиной 12 километров. Она должна была соединить цементный завод на севере Каменец-Подольского с южным районом города. В 1976 году Каменец-Подольский горисполком постановил начать подготовительные работы к строительству запланированной линии. Больше всего в строительстве линии был заинтересован Каменец-Подольский цементный завод (ныне ОАО «Подольский цемент»). Троллейбус должен был способствовать эффективному сообщению с городом самого завода и микрорайона Первомайский, который сформировался на основе поселка цемзавода. Однако до 1990 года практически ничего не было сделано. Основными причинами этого явилось то, что в городе тогда было неплохое автобусное сообщение, а с другой стороны, не хватало ресурсов на строительство троллейбусной линии.
6 января 1990 года был выдан совместный приказ, который подписали начальник «Укрцемента», председатель Каменец-Подольского горисполкома и директор Каменец-Подольского цементного завода. Предполагалось строительство первой очереди троллейбусной линии выполнить до 1995 года, создать при цементном заводе дирекцию троллейбусной линии, финансировать строительство и содержать созданную дирекцию за счёт долевого участия предприятий и организаций Каменца-Подольского. Было приобретено 7 троллейбусов ЗиУ-9 (с 1993 года работают в Хмельницком). Были установлены столбы контактной сети, определено место для троллейбусного депо, проведены работы по монтированию электрооборудования. Однако тогда, в 1990-е годы, открыть троллейбусное движение в городе так и не удалось. Только общественная организация «Каменецкий троллейбус», похоже, была единственной структурой которая, в течение 15 лет поднимала вопрос появления в городе троллейбуса.
В 2011 году этот вопрос похоже сдвинулся с места — 3 июня город посетили чешские специалисты, главная цель визита состояла как раз в изучении возможности завершения начатого строительства. А 29 июля общественный совет провёл расширенное заседание по данному вопросу и в соответствии с результатами общественность и власть пришли к выводу о том, что электротранспорт в городе должен появиться. 
По состоянию на 2024 год проект Каменец-Подольского троллейбуса остается нереализованным.